# Constance av Arles
 Constance av Arles, född i Arles 986, död i juli i Melun 1032, var en drottning av Frankrike; gift 1003 med Robert II av Frankrike.

## Biografi
Constance av Arles var dotter till Guillaume I av Provence och Adelaide av Anjou. 
Constance ifrågasattes av anhängarna till Roberts första maka Bertha av Burgund. Då Hugo av Beauvais år 1007 försökte övertala Robert att förskjuta henne fick hon honom mördad av sin släkting Fulk Nerra. Hon var också impopulär för sitt hov av provensalska favoriter. År 1010 besökte maken Rom med sin förra maka Bertha för att be om påvens tillåtelse att skilja sig från Constance och gifta om sig med Bertha.
År 1022 ställdes Herfast de Crepons sekt inför rätta i Orléans. Constance förhindrade att sekten lynchades genom att ställa sig i dörren till den kyrka där de hölls fångna, men då de fördes ut slog hon också ut ögat på en av dem, sin förra biktfader Stephen.
1017 fick hon sin son Hugo Magnus krönt till medregent; han gjorde uppror och dog 1025. Constance stödde sin son Robert framför sin son Henrik i arvsföljden, men det var Henrik som 1027 kröntes till samregent. Hon uppmanade sönerna Robert och Henrik att göra uppror mot sin far, och den förra attackerade Burgund och den andre Dreux. 
Vid makens död tog Constance kontroll över flera landområden. Henrik flydde till sin bror Robert i Normandie, där han fick hjälp att belägra sin mor i Poissy; hon retirerade till Pontoise, men kapitulerade då Henrik belägrade Le Puiset och svor att slakta dess innevånare.